# Ricardo Blázquez
Ricardo Blázquez Pérez (Sinh 1942) là một Hồng y người Tây Ban Nha của Giáo hội Công giáo Rôma. Ông hiện đảm nhận vai trò Hồng y Đẳng Linh mục Nhà thờ S. Maria in Vallicella, Tổng giám mục đô thành Tổng giáo phận Valladolid (2010–2022) và Chủ tịch Hội đồng Giám mục Tây Ban Nha, từ 2014.
Đóng vai trò là một giáo sĩ lãnh đạo giáo hội địa phương, ông từng đảm trách nhiều vai trò tại quê hương Tây Ban Nha như: Giám mục phụ tá Tổng giáo phận Santiago de Compostela (1988 - 1992), Giám mục chính tòa Giáo phận Palencia (1992 - 1995), Giám mục chính tòa Giáo phận Bilbao (1995 - 2010). Ngoài lãnh đạo giáo hội địa phương, ông còn đóng nhiều vai trò trong Hội đồng Giám mục quốc gia, cụ thể, ông từng đảm trách vai trò Phó Chủ tịch Hội đồng Giám mục Tây Ban Nha (2008 - 2014) và Chủ tịch Hội đồng Giám mục Tây Ban Nha (2005 - 2008; 2014 - nay). Ông được vinh thăng Hồng y ngày 14 tháng 2 năm 2015, bởi Giáo hoàng Phanxicô.

## Tiểu sử
Hồng y Ricardo Blázquez Pérez sinh ngày 13 tháng 4 năm 1942 tại Villanueva del Campillo, Tây Ban Nha. Sau quá trình tu học dài hạn tại các cơ sở chủng viện theo quy định của Giáo luật, ngày 18 tháng 2 năm 1967, Phó tế Pérez, 25 tuổi, tiến đến việc được truyền chức linh mục.
Sau hơn 20 năm thi hành các công việc mục vụ với thẩm quyền và cương vị của một linh mục, ngày 8 tháng 4 năm 1988, Tòa Thánh loan tin Giáo hoàng đã quyết định tuyển chọn linh mục Ricardo Blázquez Pérez, 46 tuổi, gia nhập Giám mục đoàn Công giáo Hoàn vũ, với vị trí được bổ nhiệm là Giám mục phụ tá Tổng giáo phận Santiago de Compostela, danh nghĩa Giám mục Hiệu tòa Germa in Galatia. Lễ tấn phong cho vị giám mục tân cử được tổ chức sau đó vào ngày 29 tháng 5 cùng năm, với phần nghi thức chính yếu được cử hành cách trọng thể bởi 3 giáo sĩ cấp cao, gồm chủ phong là Tổng giám mục Antonio María Rouco Varela, Tổng giám mục đô thành Tổng giáo phận Santiago de Compostela; hai vị giáo sĩ còn lại, với vai trò phụ phong, gồm có Hồng y Ángel Suquía Goicoechea, Tổng giám mục đô thành Tổng giáo phận Madrid và Tổng giám mục Mario Tagliaferri, Sứ thần Tòa Thánh tại Tây Ban Nha. Tân giám mục chọn cho mình châm ngôn:RESURREXIT.
Sau 4 năm trên cương vị giám mục phụ tá Santiago de Compostela của Giám mục Pérez chấm dứt bằng quyết định từ phía Tòa Thánh bổ nhiệm giám mục này làm Giám mục chính tòa Giáo phận Palencia. Thông tin bổ nhiệm được Tòa Thánh công bố cách rộng rãi vào ngày 26 tháng 5 năm 1992. Công việc quản nhiệm giáo phận Palencia cũng kết thúc cách nhanh chóng đối với Giám mục Pérez, khi Tòa Thánh lại quyết định thuyên chuyển Giám mục này đến nhiệm sở mới là [[Giáo phận Bilbao. Quyết định bổ nhiệm được công bố chính thức vào ngày 8 tháng 9 năm 1995.
Sau khi quản lý Giáo phận Bilbao 15 năm, Giám mục Ricardo Blázquez Pérez được Tòa Thánh thăng Tổng giám mục, qua việc bổ nhiệm giám mục này đảm trách vai trò Tổng giám mục đô thành Tổng giáo phận Valladolid. Thông báo về việc bổ nhiệm này được công bố cách rộng rãi vào ngày 13 tháng 3 năm 2010.
Qua việc tổ chức Công nghị Hồng y năm 2015 vào ngày 14 tháng 2, Giáo hoàng Phanxicô vinh thăng Tổng giám mục Ricardo Blázquez Pérez tước vị danh dự của Giáo hội Công giáo Rôma, Hồng y. Tân Hồng y thuộc phẩm trật Hồng y Đẳng Linh mục và Nhà thờ hiệu tòa được chỉ định là Nhà thờ S. Maria in Vallicella. Ông đã đến cử hành các nghi thức nhận nhà thờ Hiệu tòa sau đó vào ngày 11 tháng 10 cùng năm.
Ngoài công tác lãnh đạo các giáo phận, Hồng y Pérez cũng đã và đang đảm nhiệm nhiều vị trí chủ chốt trong Hội đồng Giám mục quốc gia, cụ thể, ông từng đảm trách các vai trò Phó Chủ tịch Hội đồng Giám mục Tây Ban Nha trong giai đoạn từ năm 2008 đến năm 2014 và đảm nhận vai trò Chủ tịch Hội đồng Giám mục Tây Ban Nha trong hai khoảng thời gian từ năm 2005 đến năm 2008 và từ năm 2014 đến nay.